# Walcker Orgelbau

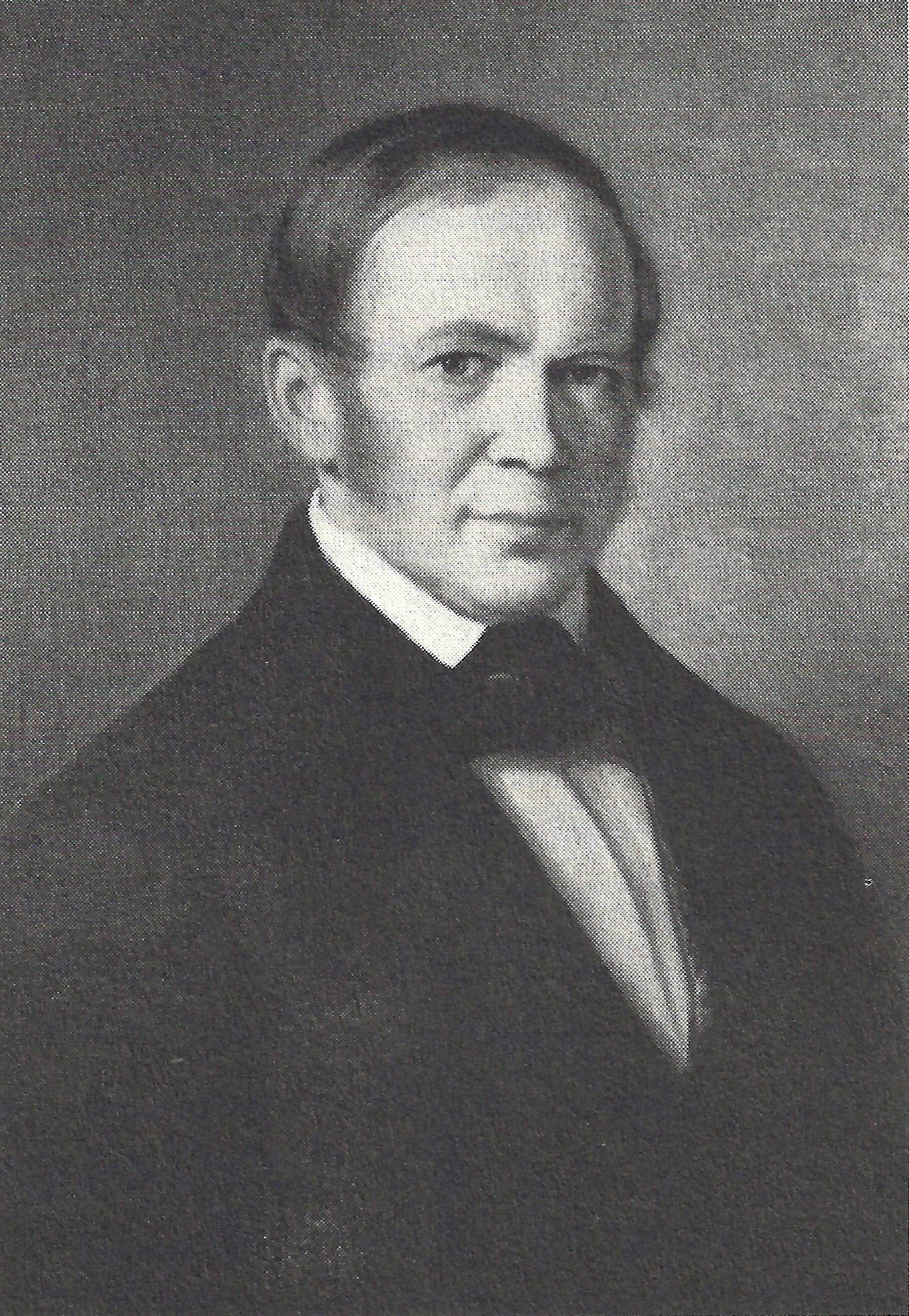
Eberhard Friedrich Walcker.

Walcker Orgelbau, även E. F. Walcker & Cie, var Tysklands främsta orgelbyggarfirma. 

## Historia
Firman grundades 1780 i Cannstatt, en förort till Stuttgart, av Johann Eberhard Walcker (1756-1843). 
Sonen Eberhard Friedrich Walcker, född 3 juli 1794 i Cannstatt, död 2 oktober 1872 i Ludwigsburg, lärde yrket av sin far.  Han flyttade 1820 rörelsen till Ludwigsburg och den vann världsrykte genom viktiga uppfinningar, framför allt av kägellådan 1842. Walcker blev också berömd efter att 1833 ha byggt en orgel i Paulskirche i Frankfurt som hade 74 stämmor. Snart följde andra betydande orgelbyggen och Walcker blev en föregångsman för den symfoniska orgeln i Tyskland. 
Walckers fem söner deltog i verksamheten, men från 1916 var Oscar Walcker (1869-1948) ensam ägare. Fabriken levererade orglar till bland annat Ulmer Münster i Ulm (numera med 171 stämmor), domkyrkan i Riga (124 stämmor), Stefansdomen i Wien (90 stämmor), St. Mikaelskyrkan i Hamburg (154 stämmor, fem manualer och pedal) samt vad som då var Skandinaviens största orgel, Sankt Petri kyrkas i Malmö (1914 med 73 stämmor) och till Nya kyrkan, Kristinestad, Finland. Den största Walckerorgeln hade över 200 stämmor och över tiotusen pipor. Den byggdes på 1930-talet för en kongresslokal i Nürnberg, men förstördes av bombangrepp under andra världskriget.
Från 1948 leddes firman av Werner Walcker-Mayer. Han tog initiativ 1965 till bildandet av Walcker-Stiftung für orgelwissenschaftliche Forschung. Verksamheten  bedrevs från Ludwigsburg fram till 1974. En filial öppnade 1957 i Wien, som 1961 flyttade till Guntramsdorf. Huvudverkstaden flyttades först till Murrhardtoch därefter till Kleinblittersdorf i Saarland. Efter att bolaget råkat i insolvens 1999, så drivs sedan 2000 två självständiga bolag: Orgelbau Michael Walcker-Mayer i Guntramsdorf och Orgelbau Gerhard Walcker-Mayer i Bliesransbach. De tillverkar båda orglar i Walckers orgelbyggartradition. 

## Verk i Sverige (urval)
Walcker byggde orglar i Sverige huvudsakligen åren 1910 till 1925.
| År   | Ursprunglig kyrka                                | Stift      | Bild | Manualer | Pedal        | Stämmor | Bevarad orgel/fasad | Övrigt |
| ---- | ------------------------------------------------ | ---------- | ---- | -------- | ------------ | ------- | ------------------- | --- |
| 1905 | Sankt Peters kyrka, Stockholm                    |            |      | 2        | Självständig | 20      | Ja/Ja               | Orgeln omdisponerades 1962 av Olof Rydén, Stockholm. |
| 1914 | Duvbo kyrka                                      | Stockholms |      |          |              | 6       | Nej/>Nej            | En ny orgel byggdes 1955 av Åkerman & Lund, Knivsta. |
| 1914 | Sankt Petri kyrka, Malmö                         | Lunds      |      |          |              | 73      | Nej/Ja              | Fasaden till orgeln som användes var från 1797 års orgel, bygg d av Olof Schwan, Stockholm. En ny orgel byggdes 1951 av Marcusen & Sön, Aabenraa, Tyskland.                                                             |
| 1915 |                                                  |            |      | 2        | Självständig | 11      | Ja/Ja               | Orgeln utökades med 3 stämmor och flyttades 1937 till Sankt Marcus kyrka, Malmö av Th Frobenius & Co, Lyngby, Danmark.                                                                                                  |
| 1920 | Härlunda kyrka                                   | Växjö      |      |          |              | 14      | Nej/Ja              | Fasaden som användes var från 1850 års orgel byggd av Magnus Larsson Elmelin. En ny orgel byggdes 1950 av A Mårtenssons Orgelfabrik AB, Lund.                                                                           |
| 1920 | S:t Paulskyrkan, Stockholm                       |            |      |          |              |         | Nej/Nej             | En ny orgel byggdes 1972 av Olof Rydén, Stockholm. Den nuvarande orgeln består av material från Walckers orgel och en orgel byggd 1903 i Sankt Matteus kyrka av Åkerman & Lunds Orgelfabriks AB, Sundbybergs köping.    |
| 1921 | Salemkyrkan                                      |            |      |          |              |         | Nej/Nej             | En ny orgel byggdes 1969 av Gerhard Schmid, Kaufbeuren, Tyskland. |
| 1921 | Caroli kyrka, Malmö                              | Lunds      |      | 4        | Självständig | 50      | Ja/Ja               | Orgeln renoverades 1988 av A Mårtenssons Orgelfabrik AB, Lund. Den enda Walckerorgeln i Sverige, som har bevarats i originalskick.                                                                                      |
| 1921 | Frändefors kyrka                                 | Karlstads  |      | 2        | Självständig | 23      | Nej/Nej             | En ny orgel byggdes 1991 av John Grönvall Orgelbyggeri, Lilla Edet. |
| 1922 | Öljehults kyrka                                  | Lunds      |      |          |              | 8       | Nej/Nej             | En ny orgel byggdes 1922 av Werner Bosch, Kassel, Tyskland. |
| 1922 | Asarums kyrka                                    | Lunds      |      |          |              | 25      | Nej/Ja              | Fasaden till orgeln var från 1887 års orgel, byggd av Carl August Johansson, Hovmantorp. Orgeln omändrades 1954 av Frede Aagaard. En ny orgel byggdes 1976 av Olof Hammarberg på Hammarbergs Orgelbyggeri AB, Göteborg. |
| 1922 | Ysane kyrka                                      | Lunds      |      |          |              | 12      | Nej/Nej             | En ny orgel byggdes 1964 av A Mårtenssons Orgelfabrik AB, Lund. |
| 1922 | Linneryds kyrka                                  | Växjö      |      |          |              | 21      | Nej/Ja              | Fasaden som användes var från 1845 års orgel byggd av August Rosenborg, Örberga. En ny orgel byggdes 1968 av J Künkels Orgelverkstad AB, Lund.                                                                          |
| 1922 | Blädinge kyrka                                   | Växjö      |      |          |              | 13      | Nej/Nej             | En ny orgel byggdes 1966 av A Mårtenssons Orgelfabrik AB, Lund. |
| 1922 | Tävelsås kyrka                                   | Växjö      |      |          |              | 11      | Nej/Nej             | En ny orgel byggdes 1962 av A Mårtenssons Orgelfabrik AB, Lund. |
| 1922 | Urshults kyrka                                   | Växjö      |      |          |              | 26      | Nej/Ja              | Fasaden som användes var från 1825 års orgel byggd av Pehr Zacharias Strand, Stockholm. En ny orgel byggdes 1962 av Olof Hammarberg på Hammarbergs Orgelbyggeri AB, Göteborg.                                           |
| 1923 | Västra Torsås kyrka                              | Växjö      |      |          |              | 26      | Nej/Nej             | En ny orgel byggdes 1964 av Richard Jacoby Orgelverkstad, Stockholm. |
| 1923 | Stockholms stadshus: Stadshusorgeln i Blå hallen |            |      |          |              |         |                     | |
| 1923 | Örgryte nya kyrka                                | Göteborgs  |      |          |              | 48      | Nej/Nej             | En ny orgel byggdes 1939 av A Mårtenssons Orgelfabrik AB, Lund. |
| 1924 | Alsens kyrka                                     | Härnösands |      | 2        | Självständig | 20      | Nej/Ja              | En ny orgel byggdes 1970 av Åkerman & Lunds Nya Orgelfabriks AB, Knivsta. |
| 1924 | Ryssby kyrka                                     | Växjö      |      |          |              | 17      | Nej/Nej             | En ny orgel byggdes 1967 av A Magnussons Orgelbyggeri AB, Göteborg. |
| 1926 | Ottarps kyrka                                    | Lunds      |      | 2        | Självständig | 16      | Ja/Ja               | [ 3 ] |
| 1927 | Jonstorps kyrka                                  | Lunds      |      |          |              |         | Nej/Nej             | En ny orgel byggdes 1963 av Poul-Gerhard Andersen's Orgelbyggeri, Köpenhamn. |
| 1952 | Borgvattnets kyrka                               | Härnösands |      | 2        | Självständig | 6       | Ja/Ja               | [ 8 ] |
| 1957 | Mariedalskyrkan                                  |            |      | 1        | Bihängd      | 5       | Ja/Ja               | Orgeln flyttades 1970 till den nya missionskyrka. |